# Kaple svaté Anny (Horní Bohdíkov)
Kaple svaté Anny je sakrální stavba stojící v Horním Bohdíkově, osadě na severozápadě Žárové. Ve zdejší lokalitě stávala již od roku 1740 dřevěná kaple zasvěcená Nejsvětější Trojici. Dle dochovaných dokumentů existovala roku 1891 na místě dřevěná kaple se šindelovou střechou, uvnitř kaple se nacházel oltář. Součástí kaple byla též zvonice s jedním zvonem. Ve dvacátých letech 20. století však kaple zchátrala, a proto se objevily plány na výstavbu nové. Ta měla být zbudována z kamene. K její výstavbě skutečně došlo a 1. července 1929 se kaple vysvětila a současně získala povolení ke konání bohoslužeb.